# Ulisse
Ulisse is een spektakelfilm uit 1954, gebaseerd op het epos Odyssee van Homeros, met Kirk Douglas in de titelrol. Het is een Italiaanse productie van het duo Carlo Ponti en Dino De Laurentiis. 

## Verhaal
De film gaat over de avonturen die Odysseus beleeft op zijn jarenlange reis naar zijn thuis op Ithaka na tien jaar Trojaanse Oorlog.

## Rolverdeling
| Acteur             | Personage                    |
| ------------------ | ---------------------------- |
| Kirk Douglas       | Odysseus / Ulysses           |
| Silvana Mangano    | Circe / Penelope (dubbelrol) |
| Anthony Quinn      | Antinoös                     |
| Rossana Podestà    | Nausikaä                     |
| Franco Interlenghi | Telemachus                   |
| Elena Zareschi     | Cassandra                    |
| Evi Maltagliati    | Antikleia, Odysseus' moeder  |
| Ludmilla Dudarova  | Arete                        |
| Teresa Pellati     | Melantho                     |
| Jacques Dumesnil   | Alicinous                    |
| Daniel Ivernel     | Eurylochus                   |
| Sylvie             | Eurycleia                    |
| Umberto Silvestri  | Polyphemus / Krakos          |
| Piero Lulli        | Achilles                     |
| Tania Weber        | Leucantho                    |
| Ferruccio Stagni   | Mentor                       |
| Alessandro Fersen  | Diomedes                     |
| Oscar Andriani     | Calops                       |
| Gualtiero Tumiati  | Laertes                      |
| Mario Feliciani    | Eurymachus                   |
| Michele Riccardini | Leodes                       |

- Virtual International Authority File: 305885143